# Lista orașelor din Bosnia și Herțegovina
Acesta este o listă a orașelor din Bosnia și Herțegovina:
| - Banja Luka - Bihać - Berkovići - Bijeljina - Kozarska Dubica - Bosanski Brod - Bosanska Gradiška - Bosanska Krupa - Bosanski Petrovac - Brčko - Bugojno - Čajniče - Cazin - Derventa - Drvar - Doboj | - Donji Vakuf - Foča - Goražde - Gornji Vakuf - Gračanica - Gradačac - Ilidža - Istočno Sarajevo - Jajce - Jablanica - Kakanj - Kalesija - Kiseljak - Kreševo - Konjic - Kupres - Laktaši - Livno | - Ljubuški - Lukavac - Modriča - Mostar - Nevesinje - Neum - Novi Grad - Novi Travnik - Petrovo - Prijedor - Sanski Most - Sarajevo - Srebrenik - Srebrenica - Teslić | - Tešanj - Travnik - Trebinje - Tomislavgrad - Široki Brijeg - Tuzla - Velika Kladuša - Visoko - Vitez - Zavidovići - Zenica - Zvornik - Živinice - Žepče |

## Cele mai mari 10 municipii

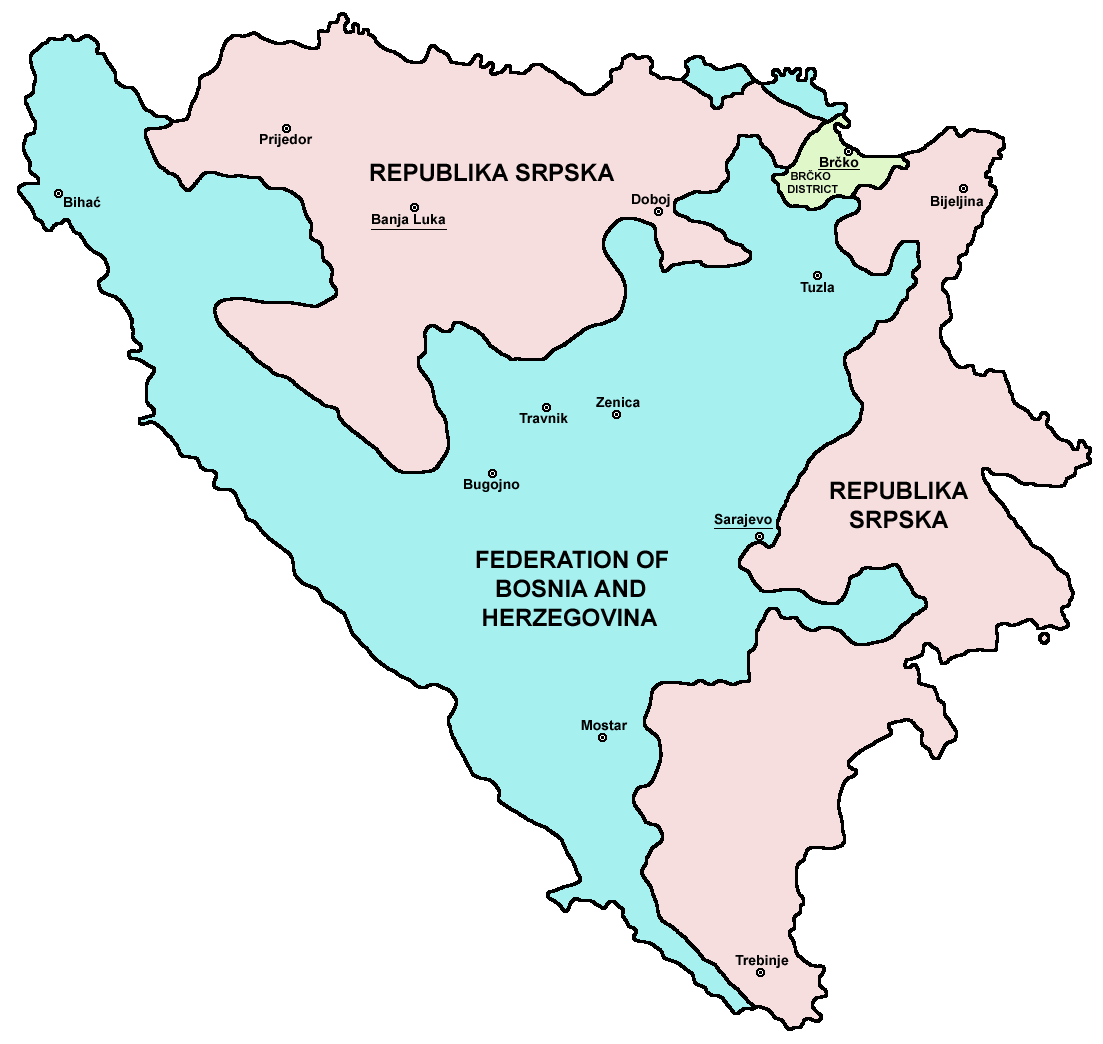

|     | Numele municipiului | Populație                    |
| --- | ------------------- | ---------------------------- |
| 1.  | Sarajevo            | 500.000 - oraș (4 municipii) |
| 2.  | Banja Luka          | 225.000                      |
| 3.  | Tuzla               | 174.000                      |
| 4.  | Bijeljina           | 120.000                      |
| 5.  | Zenica              | 118.000                      |
| 6.  | Mostar              | 112.000                      |
| 7.  | Brčko               | 100.000                      |
| 8.  | Prijedor            | 95.000                       |
| 9.  | Doboj               | 80.000                       |
| 10. | Bihać               | 63.000                       |